# Sebastes cortezi
Sebastes cortezi és una espècie de peix pertanyent a la família dels sebàstids i a l'ordre dels escorpeniformes.

## Descripció
Fa 25,5 cm de llargària màxima.

## Reproducció
És de fecundació interna i vivípar.

## Alimentació
El seu nivell tròfic és de 3,64.

## Hàbitat i distribució geogràfica
És un peix marí i batidemersal (els adults entre 200 i 1.100 m de fondària, les larves a prop de la superfície i els joves mesopelàgics i associats a algues i objectes flotants), el qual viu al Pacífic oriental central: el golf de Califòrnia al llarg de la costa de Baixa Califòrnia (Mèxic).

## Observacions
És inofensiu per als humans, el seu índex de vulnerabilitat és de moderat a alt (49 de 100) i el fet que sigui una espècie d'aigües fondes la protegeix de moltes amenaces antropogèniques i climàtiques (tot i així, cal més estudis per establir si és capturada amb finalitats comercials o de manera fortuïta).